# Minthea bivestita
Minthea bivestita är en skalbaggsart som beskrevs av Pierre Lesne 1937. Minthea bivestita ingår i släktet Minthea och familjen kapuschongbaggar. Inga underarter finns listade i Catalogue of Life.